# Isak Elbogen
Isak Elbogen, hebrejským jménem יצחק בן יוסף Jicchak ben Josef (23. listopadu 1812 Smíchov – 29. srpna 1883 Vídeň), byl český rabín, který působil v synagoze na Smíchově a větší část života (37 let, téměř celou svou profesní kariéru) jako krajský rabín mladoboleslavské židovské obce, tehdy jedné z nejvýznamnějších v Čechách.

## Život
Narodil se do rodiny rabína Josefa Elbogena, dle příjmení rodina pocházela ze západočeského Lokte (německy Elbogen), byla již však s jistotou několik generací usedlá v Praze.
Studoval nejdříve na gymnáziu, poté mezi lety 1834 až 1836 absolvoval tříleté studium filozofie na Karlo-Ferdinandově univerzitě v Praze. Promoval roku 1841 a získal titul doktor filosofie. Někdy v této době získal také smichu (rabínskou ordinaci) u pražského bejt dinu vedeného rabínem Samuelem Löbem Kauderem.

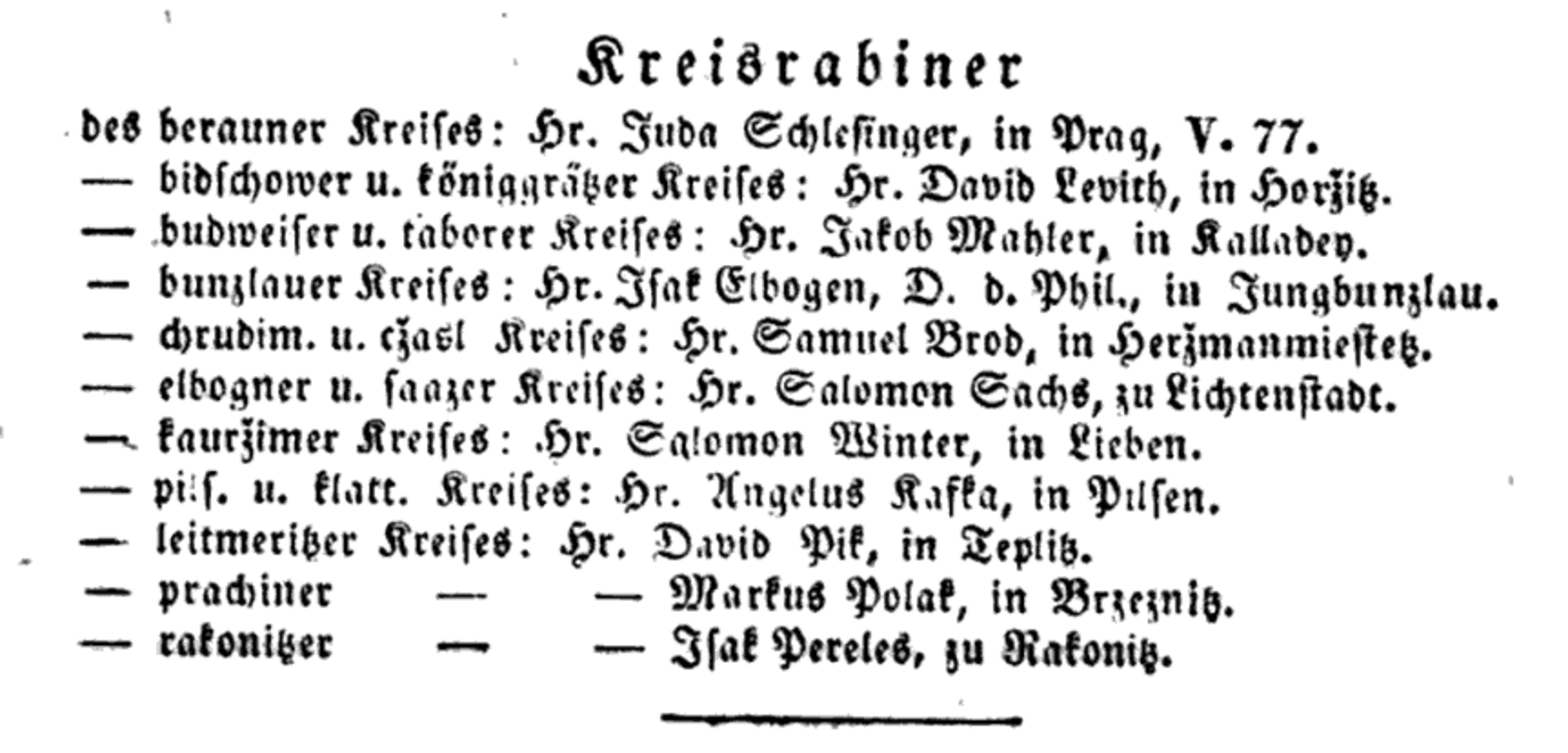
Seznam krajských rabínů působících v Čechách k roku 1846. Rabín Elbogen uveden jako "kreisrabbiner" čtvrtý odshora. Handbuch des Königreiches Böhmen für das Jahr 1846

Nejprve působil v rodném Smíchově (do roku 1922 samostatné město s vlastní žiodovskou obcí), poté roku 1843 odešel zastávat funkci krajského rabína do Mladé Boleslavi, kde působil třicet sedm let, tedy až do roku 1880, kdy odešel do penze. Zemřel o tři roky později ve Vídni, pochován je na vídeňském Ústředním hřbitově.

### Činnost
Rabín Elbogen byl znám jako vynikající znalec Talmudu a Mišny, roku 1865 mu v Praze vyšla publikace nazvaná שעשועום בחדרי המשנה מענה הדות ששה סדרי משנה Šauším behadrej hamišná meanná hidot šišá sidrej mišná. V mladoboleslavské obci se údajně těšil velké oblibě "jak u mladých, tak u starých". Sepsal také selichu upomínající na velký požár mladoboleslavské židovské čtvrti a synagogy o Šabatu 24. ijáru 5618 (28. května 1859), nazvanou סליחות לזכרון האש אשר יצאה ביער יונגבונצלויא בים שבת קודש ליום עשרים וארבעה לחדש אייר שנת תרי״ט ל פ״ק Selichot lezikaron haeš ašer joce bair Jungbunzla bejom šabat kodeš lejom esrim vearba lechodeš ijár tarit lepek "Kajícná modlitba na pamět strašlivého požáru, jenž zachvátil město Mladou Boleslav na svatý Šabat dne čtyřiadvacátého ijáru roku šestistéhoosmnáctého malého letopočtu", která se až do holocaustu každoročně předčítala v mladoboleslavské synagoze.